# Эрнандо де Талавера
Эрнандо де Талавера (исп. Hernando de Talavera; 1428 — 14 мая 1507) — испанский священнослужитель, духовник королевы  Изабеллы Кастильской. Начал свою карьеру монахом Ордена Святого Иеронима, был назначен духовником королевы и при её поддержке и покровительстве стал архиепископом Гранады.

## Биография

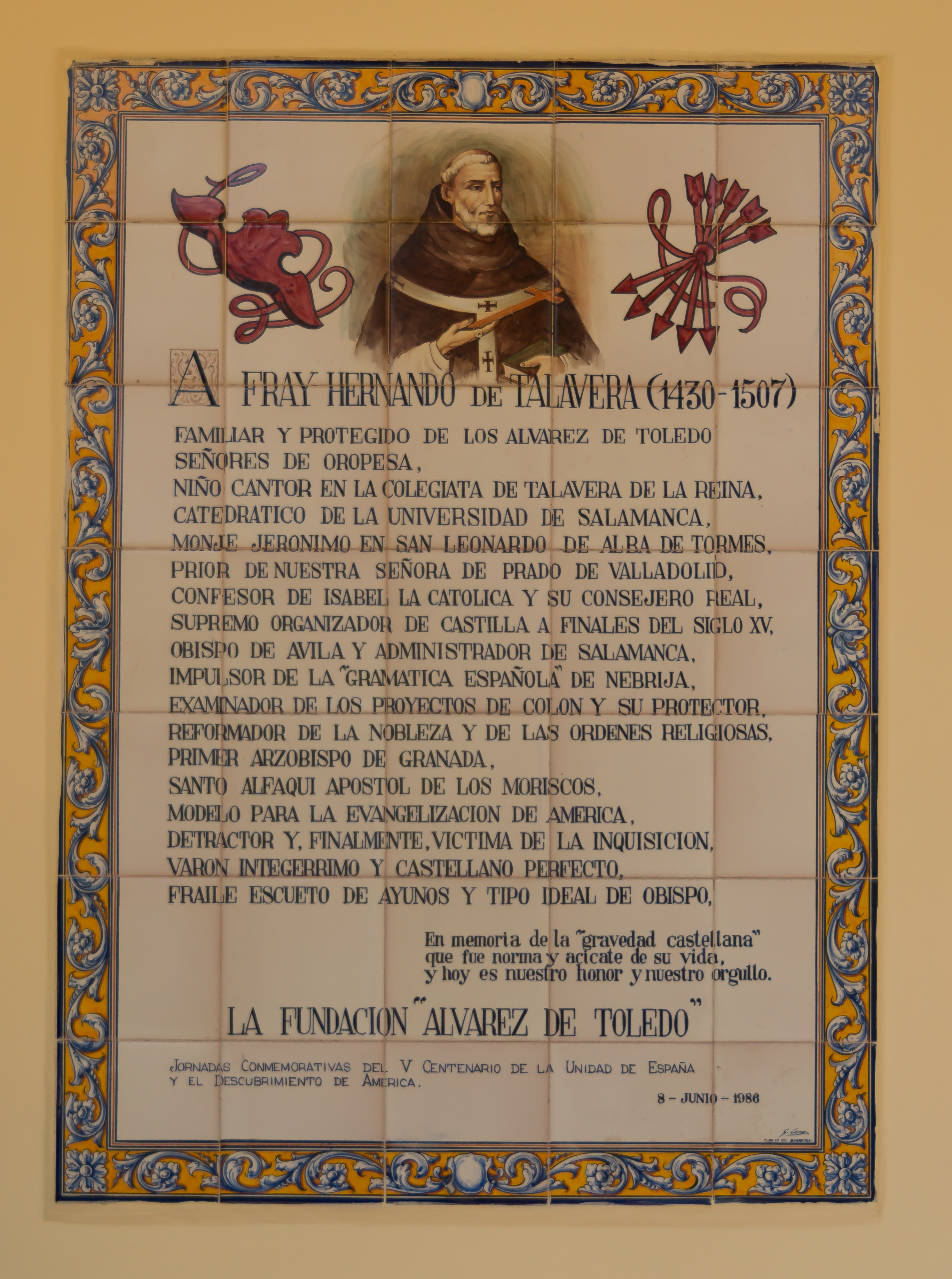
Мемориальная доска Эрнандо де Талавера, монастырь Сан-Херонимо, Гранада, Испания.

Эрнандо де Талавера родился в 1428 году в Талавера-де-ла-Рейна. Его происхождение неясно. Возможно, он был незаконнорожденным, его мать из семьи новых христиан, а отец — из семьи Альварес де Толедо, сеньоров Оропесы (позже они финансировали часть его образования). Он поступил в университет Саламанки в возрасте пятнадцати лет и получил степень бакалавра искусств три года спустя. Он продолжил свои исследования в области богословия и права и в конце концов занял должность преподавателя моральной философии в университете.
Он оставил университет в 1460 году и стал священником. В 1466 году он присоединился к Ордену Иеронимитов в монастыре Сан-Леонардо-де-Альба-де-Тормес. В 1470 году он был назначен настоятелем монастыря Нуэстра-Сеньора-дель-Прадо в Вальядолиде, где он разработал обширные реформы для ордена.

## Королевский советник
В начале 1470-х годов его религиозные сочинения и усилия по проведению реформ привлекли к нему внимание только что коронованной королевы Изабеллы I Кастильской. Кардинал Педро Гонсалес де Мендоса, ключевой сторонник Изабеллы, возможно, представил Талаверу суду. К 1475 году Эрнандо де Талавера стал духовником Изабеллы и в январе 1476 года подарил ей трактат «Как всем верным христианам следует обновлять свой дух во время Адвента». Это было больше, чем просто адвентистская проповедь, это был одновременно и вдохновляющий духовный трактат, и политически проницательный путеводитель, оказавший влияние на подход королевы к ее правлению на протяжении всей жизни.
Талавера также входил в состав королевского совета, и от него полагались при выполнении важных заданий для короны. В 1479 году его отправили в Португалию, чтобы убедиться, что соперница Изабеллы, Хуана Кастильская, поступила в монастырь, как было согласовано ранее. Он также возглавлял комиссию по рассмотрению королевских прерогатив на Канарских островах . По просьбе Изабеллы Эрнандо де Талавера воспитал молодого Хуана Родригеса де Фонсеку, который позже стал влиятельным, де-факто министром формирующейся колониальной империи Испании.
В 1485 году Христофор Колумб обратился к испанской короне, чтобы предложить план экспедиции в Индию через Атлантику. В конце весны 1486 г. Изабелла и Фердинанд предложили покрыть расходы Колумба, в том числе на пребывание при их странствующем дворе. В следующем году он представил свой проект комиссии из отобранных испанскими монархами экспертов под председательством Эрнандо де Талаверы. Ознакомившись с идеями Колумба, эксперты отнеслись к ним скептически, так что в сентябре 1487 г. поддержка со стороны монархов прекратилась. 
Талавера был назначен епископом Авилы в 1486 году. Население Авилы включало известные еврейские общины и общины мудехаров. Его опыт работы с этими религиозными меньшинствами позже повлиял на его подход к мусульманскому населению Гранады, когда он стал там архиепископом.

## Архиепископ Гранады
После завоевания Гранады в 1492 году права мусульманского большинства исповедовать свою религию были гарантированы условиями капитуляции, установленными Испанией. В 1493 году Эрнандо де Талавера был назначен архиепископом Гранады, и это сложное назначение продемонстрировало доверие короны к его способностям. Однако это также стало поворотным моментом в его влиянии при дворе, когда Франсиско Хименес де Сиснерос был назначен вместо него на посту духовника Изабеллы.
Предпочтительным подходом Талаверы было мирное обращение населения в христианство, объяснение им на их родном языке природы христианской религии и ее превосходства над исламом. Он продвигал изучение арабского языка, языка, который выучил сам, и призывал свое духовенство делать то же самое. Гранадцы уважали Талаверу и были благодарны за его соблюдение условий мирного соглашения, но его подход привел к тому, что мало кто обратился.
Между тем влияние Франсиско Хименеса де Сиснероса продолжало расти, и когда он был назначен архиепископом Толедо, он стал высокопоставленным членом католической иерархии в Испании. Когда он прибыл в Гранаду в 1499 году, Сиснерос привез с собой гораздо более агрессивный подход к обращению. Несмотря на возражения Талаверы, его действия спровоцировали восстание, которое угрожало жизни Сиснероса и было подавлено только своевременным вмешательством королевских войск. Чтобы избежать дальнейшего кровопролития, Талавера пообещал амнистию всем повстанцам, обратившимся в христианство, и около 50 000 человек воспользовались его предложением.
После восстания в городе Сиснерос продолжил свои агрессивные усилия по обращению мусульман в сельской местности. Последовало второе восстание, и для подавления мятежников снова потребовались королевские силы. Изабелла решила, что мирное решение невозможно, и в феврале 1502 года издала указ, требующий, чтобы все взрослые мусульмане в Кастилии обратились в христианство, иначе им грозит изгнание.

## Инквизиция
Эрнандо де Талавера много лет выступал против испанской инквизиции. После смерти его защитницы королевы Изабеллы Католички в 1504 году он был осужден печально известным инквизитором Диего Родригесом де Лусеро и обвинен в создании синагоги в своем дворце, где он проводил еврейские церемонии с семьей и другими священнослужителями. Однако в глазах Лусеро его настоящим преступлением, вероятно, была его давняя оппозиция Инквизиции. Его родственники и прислуга были арестованы, но сам Талавера оставался нетронутым, пока новый король Кастилии Филипп Красивый не санкционировал его арест в июле 1506 года. Папский нунций Джованни Руффо обратился к папе римскому Юлию II, который снял с Эрнандо де Талаверы все обвинения и приказал освободить его. Талавера умер вскоре после этого, 14 мая 1507 года.